# Сім золотих міст

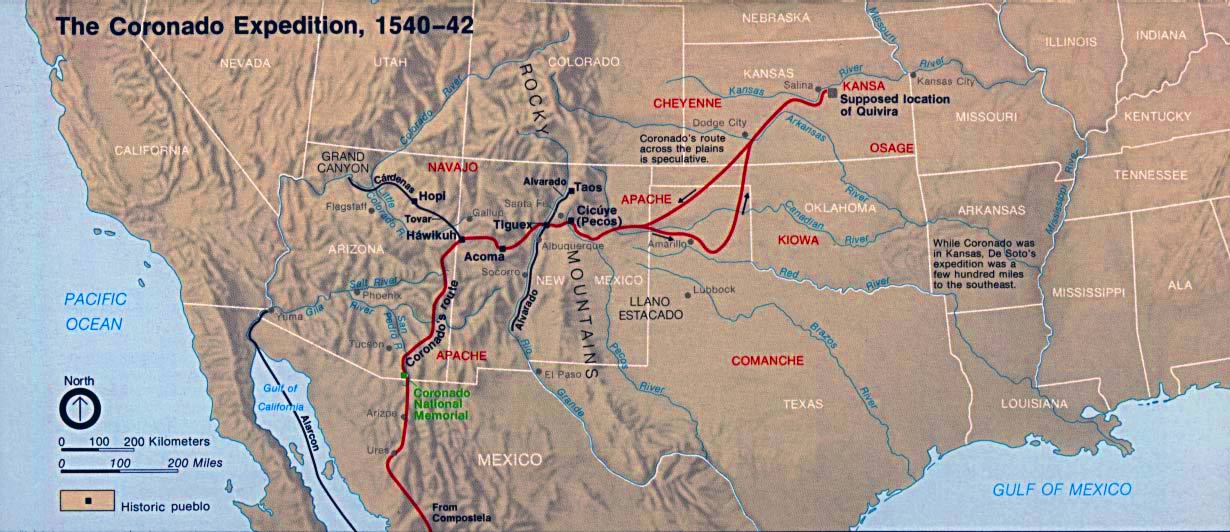
Експедиція Франсіско Коронадо, 1540—1542

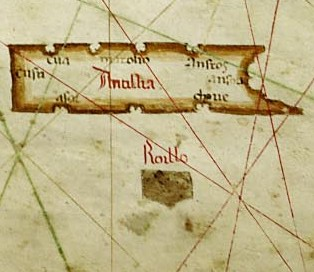
Сім міст Антилії острів Ройлло на карті Альбіо де Канепа 1489)

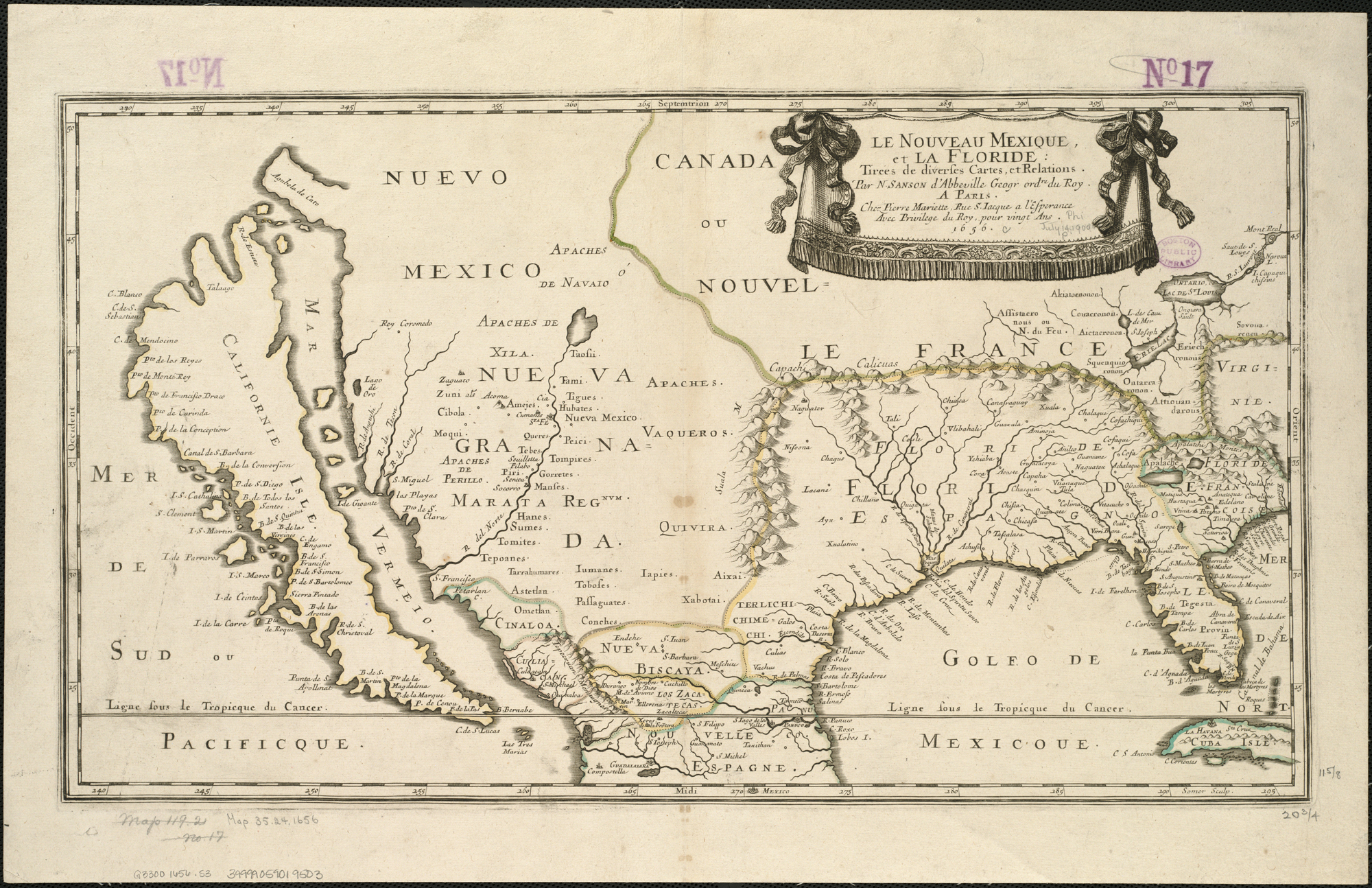
Нью-Мехіко на карті 1656 року

Сім золотих міст (ісп. Ciudades de oro) — легенда, що зародилася на Піренейському півострові в Середні віки і розвинулася в ході конкісти. У Північній Америці XVI століття чутки про існування казково багатих міст десь в глибині континенту відігравали ту ж роль, що і перекази про Ельдорадо і Пайтіті у Південній Америці: у пошуках незлічених скарбів конкістадори споряджали експедиції до незвіданих земель, у тому числі на територію сучасних США.

## Легенда
Згідно з поширеним в Кастилії і Португалії повір'ям, під час нашестя арабів сім благочестивих єпископів Вестготського королівства на чолі з єпископом Порту, рятуючись від завойовників, відплили на захід в Атлантичний океан і досягли острова, де заснували сім поселень. У деяких версіях легенди ці події приурочені до захоплення Мериди маврами у XII столітті. На згадку про цю легенду названо район Сете-Сідадеш на Азорах.

## Міста на картах
Починаючи з карти Джованні Піццігано 1424 року на заході Атлантичного океану італійські картографи XV століття поміщали прямокутний острів Антилія з берегами, порізаними сімома бухтами, причому на березі кожної з них зображували по місту. Очевидно, відомості про легендарний острів були отримані від іспанських або португальських мореплавців, знайомих з переказом про втечу семи єпископів на захід. Назви міст варіювалися від карти до карти (наприклад, ісп. Aira, Antuab, Ansalli, Ansesseli, Ansodi, Ansolli і Con). Іноді замість Антилії нечуваний острів так і називали: «Острів семи міст» (порт. Ilha das Sete Cidades, Septe Cidades).

## Золоті міста
У 1528 році члени експедиції Нарваеса, що вижили (включаючи Кабеса де Вака), повернулися до Нової Іспанії зі звістками про те, що десь на північ, за розповідями індіанців, є сім міст, повних казкових скарбів. Так середньовічна легенда набула нового народження і стала розбурхувати уми конкістадорів.
У 1539 році захоплений цими оповіданнями Франсиско Васкес де Коронадо направив на розвідку північних земель францисканця Маркоса де Ніса, який після повернення переконав іспанців в існуванні Семи міст Сіболи, розташованих в країні народу зуні на території штату Нью-Мехіко. Не виключено, що францисканець так інтерпретував почуті від тубільців легенди про їхню прабатьківщину Ацтлан.
У 1540 році Васкес де Коронадо вирушив на пошуки семи міст. Досягнувши області індіанців пуебло, він почув від них нову оповідь — про багате місто Ківіра (порт. Quivira), де править якийсь «турок». Дійшовши з великими труднощами до пункту призначення, де повинні були розташовуватися Сібола і Ківіра, конкістадор не знайшов нічого, окрім хатин убогих індіанців. Після цього популярність легенди про сім міст швидко пішла на спад.

## У масовій культурі
- Пошуку семи золотих міст присвячений японський мультсеріал «Естебан, син сонця» (1982), дія якого відбувається в 1532 році.
- Пошуком одного з семи золотих міст займається Бенджамін Гейтс у фільмі «Скарб нації: Книга таємниць» (2007).
- На легенді про сім золотих міст ґрунтується сюжет гри Uncharted: Золота безодня (2011) для PS Vita.
- Пошуком давнього міста Квівіра займається експедиція у книзі Лінкольна Чайлда і Дугласа Престона «Золоте місто».